# Andrew Lewer
Pour les articles homonymes, voir Lewer.
Andrew Lewer, né le 18 juillet 1971 à Burnley, est un homme politique britannique, membre du Parti conservateur.

## Biographie
Il est député européen de 2014 à 2017. Il député pour Northampton South de 2017 à 2024.

## Résultats électoraux
| Parti politique         | Parti politique         | Nom                     | Voix   | %       | ±%   | Maj.  |
| ----------------------- | ----------------------- | ----------------------- | ------ | ------- | ---- | ----- |
|                         | Conservateur            | Andrew Lewer (sortant)  | 20 914 | 51,22 % | 4,3  | 4 697 |
|                         | Travailliste            | Gareth Eales            | 16 217 | 39,71 % | −4,3 |       |
|                         | Libéraux-démocrates     | Jill Hope               | 2 482  | 6,08 %  | 2,7  |       |
|                         | Vert                    | Scott Mabbutt           | 1 222  | 2,99 %  | 1,3  |       |
| Total des votes valides | Total des votes valides | Total des votes valides | 40 835 | 100 %   |      |       |
| Électeurs inscrits      | Électeurs inscrits      | Électeurs inscrits      | 62 172 |         |      |       |